# Maran (district)
Maran is een district in de Maleisische deelstaat Pahang.
Het district telt 115.000 inwoners op een oppervlakte van 1900 km².